# Dossobuono
Dossobuono (Dossobon in veneto, AFI: doso'bon) è la più popolosa frazione del comune di Villafranca di Verona, in provincia di Verona, con oltre 7 000 abitanti. Posto a circa metà strada fra Verona e Villafranca, dal secondo decennio del XXI secolo ha conosciuto un notevole incremento della popolazione.

## Storia

### Il medioevo
La prima documentazione storica che riguarda questa località si trova in una pergamena, conservata all'Archivio di Stato di Verona, e risale all'anno 1037, quando tre cittadini di Verona, rispettivamente di legge salica, di diritto romano e di legge longobarda, fecero dono all'abbazia di Nonantola di una pezza di terra aratoria e prativa nel fondo detto Puviliano, nella località chiamata Dossobono.
Altri documenti successivi confermano per il medioevo la presenza di una domus dei Templari, e di proprietà fondiarie appartenenti alla famiglia Dal Verme, al monastero di S. Domenico, all'ospedale di S. Giacomo alla Tomba.
Nel 1311 vi è notizia della costruzione di una chiesa, dedicata a S. Maria Maddalena, su un terreno appartenente alla chiesa cittadina di S. Nicolò, terreno che sarà acquistato nel secolo XV dalla famiglia Vertua.

### Secolo XVI
È però a partire dal 1500 che le notizie sul territorio divengono più copiose e continuative. Una fonte importante sono infatti i verbali delle visite pastorali che i vescovi di Verona facevano periodicamente a tutte le chiese del territorio.
La prima visita documentata, a cura del vescovo Gian Matteo Giberti, alla chiesa di S. Maria Maddalena risale al 1526 quando dipendeva ancora dalla pieve di S. Pietro di Villafranca, dipendenza durata fino al 1585 quando venne eretta in parrocchia con circa 150 abitanti. Facevano infatti riferimento a questa chiesa le contrade della Maddalena, della Torre, di Dossobuono, di Calzoni e di Caselle.
Un avvenimento importante fu nel 1517 l'attuazione a Dossobuono del trattato di Noyon firmato il 6 dicembre 1516 dall'imperatore Massimiliano I, dal re Francesco I di Francia e da Carlo V re di Spagna. Secondo questo accordo Verona, che era stata conquistata dagli imperiali, sarebbe stata restituita ai Veneziani dietro pagamento, in due rate, di 20 000 scudi d'oro.
Le Trattative, come racconta Francesco Guicciardini nel capitolo XXII del libro XII della sua Storia d'Italia, iniziarono il 5 gennaio 1517 e si svolsero a Dossobuono ed ebbero per protagonisti il vescovo di Trento Bernardo Clesio, il comandante francese Odet de Foix visconte di Lautrec, Gian Giacomo Trivulzio comandante delle truppe veneziane e i due provveditori veneti Andrea Gritti e Giovanni Gradenigo. L'accordo fu firmato il 13 gennaio a Dossobuono.
Proprio per compensare l'ospitalità offerta sulla propria terra dalla famiglia Vertua in occasione di questa trattativa, la repubblica di Venezia concesse uno degli ultimi benefici feudali.

### Secoli XVII e XVIII
I successivi secoli XVII e XVIII vedono l'affermazione di alcuni grandi proprietari terrieri. Tra questi: la famiglia Pantini con oltre 500 campi di terra soprattutto a Calzoni, la famiglia Vertua con circa 400 campi di terra, la famiglia Zignoli - Alessandri con oltre 500 campi. Altri proprietari erano la Commenda dei Santi Vitale e Sepolcro, la famiglia Maffei con circa 200 campi, la famiglia Pindemonte con 100 campi e il monastero di Santa Maria degli Angeli con circa 200 campi.
Il territorio di Dossobuono era quindi costituito da più nuclei che avevano diverse appartenenze amministrative. Vi era infatti la contrada della Maddalena, nella zona attorno al campanile, che era feudo della famiglia Vertua ed era sede della chiesa parrocchiale, luogo d'incontro della comunità. Vi era poi la contrada di Dossobuono, tra le attuali via Cavour, viale Europa e via Vertua, che faceva parte del territorio del comune di Villafranca assieme alla contrada di Calzoni. Vi era infine la contrada della Torre di Dossobuono, con autonomia amministrativa, facente parte delle Ca' di Campagna nel territorio del comune di Verona.
Una lotta secolare fu quella che contrappose la popolazione di Dossobuono alla famiglia Vertua per il diritto di nomina e mantenimento del parroco. Dopo aver adito le vie legali, finalmente nel 1681 una sentenza del patriarcato di Aquileia stabilì che la famiglia Vertua, in quanto proprietaria della chiesa aveva il diritto di scegliere e presentare al vescovo il parroco, mentre gli abitanti di Dossobuono potevano convenzionarsi con il parroco scelto dal Vertua o scegliersi un loro sacerdote che officiasse e amministrasse i sacramenti per loro. Questa decisione non risolse la questione che si trascinò fino alla fine del secolo XIX quando, estintasi la famiglia Vertua, subentrò la famiglia Alessandri che cedette al vescovo di Verona il diritto di giuspatronato sulla chiesa di Dossobuono.

### Secolo XIX
Dal punto di vista amministrativo, dopo le riforme napoleoniche, con il ritorno degli austriaci e la sistemazione del territorio del regno Lombardo-Veneto, Dossobuono, nel 1818 fu definitivamente aggregato al comune di Villafranca di Verona. Un'epidemia di colera scoppiò nel 1836 provocando la morte di 40 persone e accelerando i lavori di costruzione del nuovo cimitero che fu inaugurato il 6 maggio 1839. Nel 1848 la prima guerra di indipendenza si fece sentire con le sue violenze. Il parroco infatti lamenta da parte dei soldati “il rubamento continuo di polli, de' maiali, delle pecore, de' cavalli e de' bovi; a tacere del denaro che colla spada al collo e col fucile al petto... pretendono violentemente per forza”. I soldati austriaci infatti “sotto il pretesto di cercar piemontesi, fanno esame entro alle più piccole casse, entro ai calti delle tavole ed armadj e comò, per rubare quello che a loro piace meglio”.
Altre tristi vicende colpirono il paese nel 1854 e 1855: furono rispettivamente una carestia e una nuova epidemia di colera con 80 morti.
Accanto agli avvenimenti tristi vi furono anche occasioni di festa. Nel 1834 l'inaugurazione di un concerto di Campane alla veronese, ancora oggi suonabili manualmente, sul nuovo campanile e nel 1838 il passaggio dell'imperatore d'Austria Francesco Giuseppe I d'Asburgo che si recava a Verona.
Il 7 aprile 1851 fu inaugurata la ferrovia Verona-Mantova-Modena alla presenza di molte onorevoli persone.

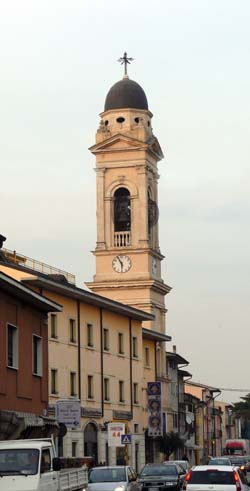
Il Campanile di Dossobuono, Corso Cavour

Nel 1862 fu iniziata la costruzione del forte Dossobuono, il cui nome tedesco era Werk Erzherzogin Gisela dal nome della principessa Gisella d'Asburgo-Lorena, che offrì occasione di lavoro a molti sterratori e scarriolanti del luogo.
Nel 1871, il 10 dicembre fu inaugurato il nuovo campanile, dopo il crollo del precedente, con la fusione di cinque nuove campane.
Nel 1880 fu fondata una Società Operaia di Mutuo Soccorso che contava 141 soci e qualche anno più tardi, nel 1896, prese vita anche una Cassa Rurale.
Nel 1895 morì l'ultimo discendente della famiglia Alessandri lasciando tutti i beni di Dossobuono, villa e campi, per la realizzazione di un ospedale dei bambini da fondarsi a Verona.
Verso la fine del secolo, nel 1897, si tenne un'esercitazione generale dell'esercito italiano, conosciuta come “grandi manovre” cui partecipò lo stesso re d'Italia Umberto I. A Dossobuono era stato allestito un ospedale militare proprio nei locali di villa Alessandri e il 18 settembre, alle ore 10 il re vi si recò inaspettato trattenendosi per tre quarti d'ora.
Si chiude così questo secolo che ha visto la popolazione passare dai 500 abitanti del 1802 ai 1200 del 1895.

### Epoca moderna
Negli ultimi decenni, Dossobuono, è stata protagonista di una espansione urbanistica edilizia nelle zone di periferia e di uno sviluppo della propria zona industriale, con l'aumento dei grandi esercizi commerciali e col potenziamento ed adeguamento della viabilità. Infatti nel 1962 fu aperta l'autostrada Serenissima, nel 1963 iniziarono i primi voli Verona-Roma presso le nuove strutture dell'aeroporto militare. Infine nei primi anni '70 fu aperta al traffico l'autostrada Modena-Brennero facendo di Dossobuono un centro nevralgico tra importanti vie di comunicazione.

## Infrastrutture e trasporti

### Ferrovie
Dossobuono è servito dalla propria stazione ferroviaria che si trova sulla linea ferroviaria Verona-Mantova-Modena.

### Aeroporto
A Dossobuono si trova anche l'aeroporto di Verona:
l'aeroporto Valerio Catullo.

### Associazioni sportive
La principale squadra di calcio è l'A.C.D. Olimpica Dossobuono che milita in Prima Categoria, è inoltre presente una squadra di calcio a 5, militante in serie C2. 
È presente anche la squadra di pallavolo Dual Volley e la Pallamano Olimpica Dossobuono sia maschile che femminile (entrambe militano in Serie A2 dei rispettivi campionati di pallamano).